# Killer Instinct (videogioco)
Killer Instinct è un videogioco picchiaduro sviluppato dalla Rare e realizzato nel 1994 in versione Arcade e successivamente per Super Nintendo, Nintendo 64 e Nintendo Game Boy.
Considerato dal punto di vista grafico uno dei migliori giochi dell'epoca, le tecniche utilizzate fanno sì che lo scenario sembri costruito in tre dimensioni.

## Trama
La Ultratech, una compagnia potentissima che fornisce armi alle nazioni in guerra, ha scoperto un alieno (Glacius) caduto con la sua nave sulla Terra e gli ha rubato alcune tecnologie per utilizzarle in alcuni progetti segreti. Ha poi indetto un torneo di arti marziali, il Killer Instinct, a cui partecipano diversi combattenti provenienti da tutte le parti del mondo, tutti con una motivazione personale. Ma il torneo non è altro che un pretesto per sperimentare le nuove tecnologie aliene per la produzione in serie di soldati robot.

## Personaggi
- Jago: un monaco tibetano adepto dello Spirito della Tigre. Crede fermamente che la sconfitta della Ultratech sia il suo destino.
- T. J. Combo: un ex pugile espulso dal circuito della boxe per via degli impianti bionici nelle sue braccia. Caduto in disgrazia, la Ultratech gli promette il ritorno sulla scena se vincerà il torneo.
- Spinal: è lo scheletro vivente di un antico guerriero riportato in vita dalla Ultratech.
- Thunder: un nativo americano che entra nel torneo alla ricerca di suo fratello scomparso.
- Glacius: un alieno caduto sulla Terra e catturato dalla Ultratech. Gli viene promessa la libertà in caso di vittoria. Il suo nome deriva dal suo corpo, fatto di una sostanza simile al ghiaccio che gli permette di cambiare forma.
- Fulgore: un cyborg creato dalla Ultratech. Il torneo è il test finale prima che venga prodotto in serie come soldato robot. Inoltre il suo nome è l'unione delle parole inglesi "full" e "gore", che nella frase "full gore" significano "piena violenza".
- Cinder: un criminale a cui la Ultratech ha promesso la libertà in caso di vittoria in cambio del suo consenso ad alcuni esperimenti scientifici. Come risultato ora il suo corpo è costituito da fiamme. È assente nella versione per Game Boy.
- Sabrewulf: un licantropo a cui la Ultratech ha promesso una cura in caso di vittoria.
- B. Orchid: assunta come segretaria dalla Ultratech, in realtà è una spia ingaggiata da una organizzazione segreta.
- Riptor: un ibrido tra un umano e un rettile creato dalla Ultratech. Il torneo è un test sulle sue capacità di combattimento. È assente nella versione per Game Boy.
- Eyedol: un antico e gigantesco signore della guerra con due teste rimasto bloccato in una prigione temporale ma in seguito liberato dalla Ultratech. Nelle apparizioni successive avrà una sola testa spaccata in due dopo uno scontro con il rivale Gargos.

## Caratteristiche
Killer Instinct è conosciuto sia per l'originalità della grafica sia soprattutto per il complesso sistema di combo (serie di mosse concatenate) costituito da autodouble, linker e ultras (particolare combinazione finale di mosse che porta a colpire l'avversario fino a ottanta volte). Per difendersi da questo tipo di mosse esistono le combo breakers, che se eseguite durante una combo riescono ad interromperla. La cosa non è valida per le ultra combos, in quanto combo finali.
Altra caratteristica del gioco è il grande numero di mosse segrete che ogni personaggio ha a disposizione e il fatto che a queste possano poi collegarsi delle combo. Alcune mosse finali poi, come per la serie Mortal Kombat, finiscono l'avversario in modi cruenti o con un'umiliazione. In alcuni scenari è anche possibile eseguire quelle che in Mortal Kombat vengono chiamate "Stage Fatality". Questo accade sostanzialmente negli stage tridimensionali, e non è necessario utilizzare particolari combinazioni di tasti. Sarà sufficiente trovarsi al bordo dello stage ed eseguire una qualsiasi tecnica che possa allontanare l'avversario o finirlo con una Ultra Combo.

## Arcade
La versione arcade risale al 1994 su piattaforma ULTRA 64, un'architettura simile a quella della console Nintendo 64, ma dalle migliori prestazioni: il picchiaduro gode infatti di una grafica che per l'epoca rappresentava un vero e proprio salto generazionale rispetto alla concorrenza.
Rispetto alla versione commerciale per Super Nintendo, oltre al comparto grafico, Killer Instinct in versione Arcade offriva migliorie relativamente alle ambientazioni e alle mosse speciali dei vari personaggi che lo compongono.
Le ambientazioni per ogni personaggio si sono moltiplicate ma soprattutto è stato moltiplicato, grazie all'avvento del 3D, lo spazio fruibile per i combattimenti. Per illustrare il miglioramento basti seguire l'esempio: un combattente che si trovava a dover affrontare Orchid, unico personaggio femminile del gioco, veniva trasportato sul tetto di un grattacielo in entrambe le versioni. Nella versione per Super Nintendo, la linearità della grafica stile Mortal Kombat obbligava lo svolgersi dell'incontro su un'unica linea parallela alla disposizione dell'edificio. La versione ULTRA 64 dava invece la possibilità (comunque non gestita dal giocatore) di ruotare di 360° la prospettiva attraverso le mosse dei personaggi e di poter quindi esplorare l'intera superficie calpestabile del complesso (la gestione della telecamera 3D in questo caso è molto simile a quella già vista nella serie Virtua Fighter di SEGA). Nei pochi stages interamente 3D i personaggi possono allontanarsi notevolmente l'uno dall'altro, anche per tutta la grandezza dell'area.

## Accoglienza
Killer Instinct è stato acclamato dalla critica e considerato uno dei migliori giochi della Nintendo: su GameRankings detiene un indice di gradimento dell'80%, mentre su IGN i giocatori gli assegnano un 8.3/10. Il gioco ha però incontrato anche disapprovazione da parte di alcuni critici, che lo hanno inserito nella lista dei giochi più sopravvalutati. Le versioni successive hanno avuto fortuna più altalenante: la versione Killer Instinct Gold possiede una votazione maggiore al 74% su GameRankings mentre la versione per Game Boy ha avuto critiche negative con una votazione di solo 25%, pur incontrando un buon riscontro di pubblico.
Il gioco è uno dei titoli SNES di maggior successo commerciale con più di 4 milioni di copie vendute.
Sono state realizzate due saghe di fumetti, la prima da Armada, nel 1996, mentre la seconda nel 2006 da Dynamite.

## Sequel
Due anni dopo, grazie alla grande popolarità, è stato anche prodotto un seguito, Killer Instinct 2 (che nell'adattamento per Nintendo 64 ha preso il nome di Killer Instinct Gold), che però subì pesanti critiche sia per il sistema di controllo che per la grafica di gioco resa in qualche modo meno d'impatto. All'E3 del 2013 è stato annunciato il nuovo Killer Instinct, pubblicato da Microsoft Studios per Xbox One e PC.